# Teodorów (gmina Budziszewice)
Teodorów – wieś w Polsce, położona w województwie łódzkim, w powiecie tomaszowskim, w gminie Budziszewice.
W latach 1975–1998 miejscowość należała administracyjnie do województwa piotrkowskiego.